# Grammitis patagonica
Grammitis patagonica là một loài dương xỉ trong họ Polypodiaceae. Loài này được Parris mô tả khoa học đầu tiên.